# Alfred Börner
Alfred Börner (* 20. März 1926 in Hof; † 29. Juli 2009 ebenda) war ein deutscher Politiker (SPD).
Börner besuchte die Volksschule und die kaufmännische Berufsschule.  Anschließend wurde er Verwaltungslehrling bei der Deutschen Reichsbahn. Er war jahrelang gewerkschaftlich tätig als Vorsitzender des Personalrats beim Bahnhof Hof Hauptbahnhof sowie als Vorsitzender der Ortsverwaltung Hof der Gewerkschaft der Eisenbahner Deutschlands.
Börner war über 20 Jahre lang Mitglied des Hofer Stadtrats und von 1962 bis 1986 Mitglied des Bayerischen Landtags, zeitweise direkt gewählt im Stimmkreis Hof.

## Ehrungen
- 1978: Verdienstkreuz am Bande[1] des Verdienstordens der Bundesrepublik Deutschland
- 1983: Verdienstkreuz 1. Klasse der Bundesrepublik Deutschland
- Bayerischer Verdienstorden